# 김대성 (가수)
김대성(1984년 11월 25일 ~ )은 대한민국의 가수이다.
현재 거주지는 대전광역시이다.

## 학력
- 정선정보공업고등학교 토목과 졸업

## 데뷔
- 2019년 싱글 앨범 '멋진 남자'

## 음반
- 2022년 신바람 대전
- 2019년 멋진 남자

## 방송
- 2025년 MBN 특종세상
  - 679회 출연